# Gran Premio di San Marino 2001
Il Gran Premio di San Marino 2001 è stato un Gran Premio di Formula 1 disputato il 15 aprile 2001 sull'Autodromo Enzo e Dino Ferrari di Imola. La gara fu vinta da Ralf Schumacher su Williams-BMW, al suo primo successo in carriera, seguito da David Coulthard su McLaren-Mercedes e da Rubens Barrichello su Ferrari. Inoltre, è stata l'ultima gara per il pilota argentino Gastón Mazzacane.

## Vigilia

### Aspetti tecnici
Al primo Gran Premio disputato in Europa diverse scuderie portarono numerosi sviluppi sulle proprie monoposto. In particolare la McLaren presentò diverse modifiche nella zona delle sospensioni anteriori per migliorare il comportamento della vettura durante il passaggio sui cordoli, portando inoltre in gara una versione potenziata del V10 Mercedes e un nuovo alettone posteriore.
Anche Ferrari, Jaguar e Arrows scesero in pista con delle versioni potenziate dei rispettivi propulsori; la scuderia italiana montò anche dei nuovi alettoni, sia all'anteriore che al posteriore. La BAR, invece, presentò una versione ampiamente rivista della propria vettura: fu modificata tutta la carrozzeria, con delle nuove fiancate molto più strette nella zona posteriore della monoposto, e furono montati dei nuovi alettoni.

## Prove libere

### Risultati
Nella prima sessione di prove di venerdì i risultati furono i seguenti:
| Pos | No | Pilota             | Costruttore        | Tempo    |
| --- | -- | ------------------ | ------------------ | -------- |
| 1   | 2  | Rubens Barrichello | Ferrari            | 1'31"998 |
| 2   | 1  | Michael Schumacher | Ferrari            | 1'33"418 |
| 3   | 3  | Mika Häkkinen      | McLaren - Mercedes | 1'33"911 |

Nella seconda sessione di prove di venerdì i risultati furono i seguenti:
| Pos | No | Pilota             | Costruttore    | Tempo    |
| --- | -- | ------------------ | -------------- | -------- |
| 1   | 1  | Michael Schumacher | Ferrari        | 1'25"096 |
| 2   | 2  | Rubens Barrichello | Ferrari        | 1'25"372 |
| 3   | 5  | Ralf Schumacher    | Williams - BMW | 1'25"829 |

Nella sessione di prove libere di sabato mattina i risultati furono i seguenti:
| Pos | No | Pilota             | Costruttore        | Tempo    |
| --- | -- | ------------------ | ------------------ | -------- |
| 1   | 1  | Michael Schumacher | Ferrari            | 1'30"737 |
| 2   | 2  | Rubens Barrichello | Ferrari            | 1'31"003 |
| 3   | 4  | David Coulthard    | McLaren - Mercedes | 1'31"536 |

## Qualifiche

### Resoconto
La sessione di qualifica fu molto combattuta anche per via del continuo miglioramento delle condizioni del circuito, bagnato sia venerdì che sabato mattina e quindi poco "gommato" in traiettoria all'inizio dell'ora di qualifiche.
La maggior parte dei piloti ottenne quindi il proprio miglior tempo all'ultimo tentativo: Coulthard e Häkkinen conquistarono la prima fila per la McLaren, mentre Michael Schumacher, autore di un errore nell'ultimo giro cronometrato e tra i pochi, insieme al compagno di squadra Barrichello, a scegliere pneumatici a mescola dura, fu sopravanzato anche dal fratello Ralf. Trulli si inserì tra i piloti dei top team, facendo segnare il quinto tempo con la sua Jordan. Alle sue spalle si piazzarono Barrichello, Montoya, Panis, Frentzen e Räikkönen.
In fondo al gruppo si mise in luce Alonso, che si qualificò in diciottesima posizione con la Minardi, precedendo le Benetton di  Fisichella e Button.

### Risultati
| Pos | No | Pilota                | Costruttore        | Pneumatici | Tempo    | Distacco |
| --- | -- | --------------------- | ------------------ | ---------- | -------- | -------- |
| 1   | 4  | David Coulthard       | McLaren - Mercedes | B          | 1'23"054 |          |
| 2   | 3  | Mika Häkkinen         | McLaren - Mercedes | B          | 1'23"282 | +0"228   |
| 3   | 5  | Ralf Schumacher       | Williams - BMW     | M          | 1'23"357 | +0"303   |
| 4   | 1  | Michael Schumacher    | Ferrari            | B          | 1'23"593 | +0"539   |
| 5   | 12 | Jarno Trulli          | Jordan - Honda     | B          | 1'23"658 | +0"604   |
| 6   | 2  | Rubens Barrichello    | Ferrari            | B          | 1'23"786 | +0"732   |
| 7   | 6  | Juan Pablo Montoya    | Williams - BMW     | M          | 1'24"141 | +1"087   |
| 8   | 9  | Olivier Panis         | BAR - Honda        | B          | 1'24"213 | +1"159   |
| 9   | 11 | Heinz-Harald Frentzen | Jordan - Honda     | B          | 1'24"436 | +1"382   |
| 10  | 17 | Kimi Räikkönen        | Sauber - Petronas  | B          | 1'24"671 | +1"617   |
| 11  | 10 | Jacques Villeneuve    | BAR - Honda        | B          | 1'24"789 | +1"735   |
| 12  | 16 | Nick Heidfeld         | Sauber - Petronas  | B          | 1'25"007 | +1"953   |
| 13  | 18 | Eddie Irvine          | Jaguar - Ford      | M          | 1'25"382 | +2"328   |
| 14  | 22 | Jean Alesi            | Prost - Acer       | M          | 1'25"411 | +2"357   |
| 15  | 19 | Luciano Burti         | Jaguar - Ford      | M          | 1'25"572 | +2"518   |
| 16  | 15 | Enrique Bernoldi      | Arrows - Asiatech  | B          | 1'25"872 | +2"818   |
| 17  | 14 | Jos Verstappen        | Arrows - Asiatech  | B          | 1'26"062 | +3"008   |
| 18  | 21 | Fernando Alonso       | Minardi - European | M          | 1'26"855 | +3"801   |
| 19  | 7  | Giancarlo Fisichella  | Benetton - Renault | M          | 1'26"902 | +3"848   |
| 20  | 23 | Gastón Mazzacane      | Prost - Acer       | M          | 1'27"750 | +4"696   |
| 21  | 8  | Jenson Button         | Benetton - Renault | M          | 1'27"758 | +4"704   |
| 22  | 20 | Tarso Marques         | Minardi - European | M          | 1'28"281 | +5"227   |

## Gara

### Resoconto
Alla partenza Ralf Schumacher scattò molto bene, sopravanzando entrambe le McLaren e portandosi in testa alla corsa. Trulli si infilò tra le due McLaren, facendo scivolare Häkkinen in quarta posizione davanti a Michael Schumacher, Panis, Montoya, Barrichello e Räikkönen, che nel corso del primo giro ebbe la meglio su Villeneuve.
Al terzo giro Michael Schumacher ebbe difficoltà nell'inserimento delle marce all'uscita della Variante Bassa, perdendo la posizione a vantaggio di Montoya e Panis e venendo superato, poco dopo, anche dal compagno di squadra. Nelle tornate successive entrambi i ferraristi superarono Panis, mentre in testa alla corsa Ralf Schumacher mantenne un piccolo margine su Coulthard, primo degli inseguitori. Al diciottesimo passaggio Räikkönen si ritirò per un problema allo sterzo e cinque giri più tardi Michael Schumacher tornò ai box con lo pneumatico anteriore sinistro sgonfio. Il pilota della Ferrari tornò in pista, ma la scuderia si accorse che il cerchio della ruota era danneggiato irreparabilmente dallo sfregamento con un componente montato male e decise di far ritirare precauzionalmente Schumacher poche tornate dopo.
La lotta per la vittoria si risolse definitivamente dopo la prima serie di soste ai box, con Ralf Schumacher che aumentò gradualmente il proprio vantaggio su Coulthard. Alle loro spalle Barrichello risalì in terza posizione, superando Trulli e Häkkinen; il pilota italiano perse una posizione anche a vantaggio di Montoya, che però fu costretto al ritiro per un problema alla frizione. Non ci furono ulteriori cambiamenti e Ralf Schumacher tagliò il traguardo in prima posizione, seguito da Coulthard, Barrichello, Häkkinen, Trulli e Frentzen. Il pilota tedesco colse il suo primo successo in carriera e riportò alla vittoria la Williams dopo quattro anni; l'ultima affermazione della scuderia inglese risaliva al Gran Premio del Lussemburgo 1997, ottenuta all'epoca da Jacques Villeneuve. Per la BMW, invece, si tratta di un ritorno al successo dopo ben quindici anni, ovvero dal Gran Premio del Messico 1986 vinto da Gerhard Berger.
Grazie a questi risultati, Coulthard azzerò il suo distacco da Michael Schumacher, appaiandolo in testa alla classifica con 26 punti.

### Risultati
| Pos      | No | Pilota                | Costruttore        | Pneumatici | Giri | Tempo/Ritiro e posizione al ritiro | Partenza | Punti |
| -------- | -- | --------------------- | ------------------ | ---------- | ---- | ---------------------------------- | -------- | ----- |
| 1        | 5  | Ralf Schumacher       | Williams - BMW     | M          | 62   | 1h30'44"817                        | 3        | 10    |
| 2        | 4  | David Coulthard       | McLaren - Mercedes | B          | 62   | +4"352                             | 1        | 6     |
| 3        | 2  | Rubens Barrichello    | Ferrari            | B          | 62   | +34"766                            | 6        | 4     |
| 4        | 3  | Mika Häkkinen         | McLaren - Mercedes | B          | 62   | +36"315                            | 2        | 3     |
| 5        | 12 | Jarno Trulli          | Jordan - Honda     | B          | 62   | +1'25"558                          | 5        | 2     |
| 6        | 11 | Heinz-Harald Frentzen | Jordan - Honda     | B          | 61   | + 1 giro                           | 9        | 1     |
| 7        | 16 | Nick Heidfeld         | Sauber - Petronas  | B          | 61   | + 1 giro                           | 12       |       |
| 8        | 9  | Olivier Panis         | BAR - Honda        | B          | 61   | + 1 giro                           | 8        |       |
| 9        | 22 | Jean Alesi            | Prost - Acer       | M          | 61   | + 1 giro                           | 14       |       |
| 10       | 15 | Enrique Bernoldi      | Arrows - Asiatech  | B          | 60   | + 2 giri                           | 16       |       |
| 11       | 19 | Luciano Burti         | Jaguar - Ford      | M          | 60   | + 2 giri                           | 15       |       |
| 12       | 8  | Jenson Button         | Benetton - Renault | M          | 60   | + 2 giri                           | 21       |       |
| Ritirato | 20 | Tarso Marques         | Minardi - European | M          | 50   | Motore (13°)                       | 22       |       |
| Ritirato | 6  | Juan Pablo Montoya    | Williams - BMW     | M          | 48   | Frizione (12°)                     | 7        |       |
| Ritirato | 18 | Eddie Irvine          | Jaguar - Ford      | M          | 42   | Motore (9°)                        | 13       |       |
| Ritirato | 7  | Giancarlo Fisichella  | Benetton - Renault | M          | 31   | Accensione (14°)                   | 19       |       |
| Ritirato | 10 | Jacques Villeneuve    | BAR - Honda        | B          | 30   | Motore (8°)                        | 11       |       |
| Ritirato | 23 | Gastón Mazzacane      | Prost - Acer       | M          | 28   | Motore (16°)                       | 20       |       |
| Ritirato | 1  | Michael Schumacher    | Ferrari            | B          | 24   | Rottura ruota (17°)                | 4        |       |
| Ritirato | 17 | Kimi Räikkönen        | Sauber - Petronas  | B          | 17   | Rottura sterzo (9°)                | 10       |       |
| Ritirato | 14 | Jos Verstappen        | Arrows - Asiatech  | B          | 6    | Scarico (15°)                      | 17       |       |
| Ritirato | 21 | Fernando Alonso       | Minardi - European | M          | 5    | Incidente (20°)                    | 18       |       |

## Classifiche

### Piloti
| Pos. | Pilota                | Punti |
| ---- | --------------------- | ----- |
| 1    | Michael Schumacher    | 26    |
| 1    | David Coulthard       | 26    |
| 3    | Rubens Barrichello    | 14    |
| 4    | Ralf Schumacher       | 12    |
| 5    | Nick Heidfeld         | 8     |
| 6    | Heinz-Harald Frentzen | 6     |
| 7    | Mika Häkkinen         | 4     |
| 7    | Jarno Trulli          | 4     |
| 9    | Olivier Panis         | 3     |
| 10   | Kimi Räikkönen        | 1     |
| 10   | Giancarlo Fisichella  | 1     |

### Costruttori
| Pos. | Team               | Punti |
| ---- | ------------------ | ----- |
| 1    | Ferrari            | 40    |
| 2    | McLaren - Mercedes | 30    |
| 3    | Williams - BMW     | 12    |
| 4    | Jordan - Honda     | 10    |
| 5    | Sauber - Petronas  | 8     |
| 6    | BAR - Honda        | 3     |
| 7    | Benetton - Renault | 1     |